# Billy Grammer
Billy Wayne Grammer (28 de agosto de 1925 - 10 de agosto de 2011) fue un cantante y guitarrista estadounidense de música country. Grabó el éxito de ventas " Gotta Travel On ", que llegó a las listas de éxitos de música country y pop en 1959. Grammer se convertiría en un intérprete habitual del popular programa de radio en vivo Grand Ole Opry, y finalmente diseñaría y comercializaría su guitarra homónima después de cofundar una empresa de guitarras en Nashville (Tennessee).

## Biografía
Grammer nació en Benton (Illinois), siendo el mayor de trece hermanos. Su padre era músico y tocaba el violín y la trompeta. 
Sirvió en el Ejército de los Estados Unidos durante la Segunda Guerra Mundial y, al ser licenciado, trabajó como aprendiz de fabricante de herramientas en la fábrica de armas de la Marina en Washington. Grammer se casó con su novia de la secundaria, Ruth Burzynski, en 1944. Poco después finalizar la guerra, la fábrica de armamento redujo considerablemente su personal y Grammer regresó junto a su pareja a su casa en el Condado de Franklin (Illinois).
Durante su estancia en Washington D. C., Connie B. Gay lo contrató como cantante en apoyo de su programa de radio, Town and Country Time. Cuando Gay se estaba preparando para reemplazar al guitarrista de sesión, Grammer demostró su propia destreza con la guitarra y fue contratado nuevamente para desempeñar un doble papel como cantante y guitarrista principal. 
Después de firmar un contrato discográfico con Monument Records en Nashville (Tennessee), Grammer obtuvo un gran éxito con el sencillo " Gotta Travel On ",  con derechos de autor de David Lazar, Larry Ehrlich, Paul Clayton y Tom Six. La canción vendió más de un millón de copias y alcanzó el puesto número 4 en la lista Billboard Hot 100 y el número 5 en la lista Hot Country Songs en 1959. Ese mismo año, se convirtió en miembro habitual del elenco del Grand Ole Opry .  Grammer nombró a su banda en honor a su éxito más notable como The Travel On Boys. " Gotta Travel On " fue utilizada como canción de apertura por Buddy Holly en su última gira entre enero y febrero de 1959, que terminó en tragedia.  Grabó la primera versión del tema " Detroit City " de Bobby Bare, titulada "I Wanna Go Home", que llegó a la lista de éxitos de Billboard Hot Country Songs a principios de 1963.
Grammer fundó la empresa RG&G (Reid, Grammer & Gower) en 1965 con Clyde Reid y JW Gower.  RG&G fabricó la guitarra Grammer desde 1965 hasta 1968, cuando un incendio consumió la fábrica en el centro de Nashville. Luego, la empresa se vendió a Ampeg y se construyó una nueva fábrica en la misma calle donde estaba la antigua. La empresa pasó a llamarse Grammer Guitar, Inc. (GGI). GGI produjo la guitarra Grammer hasta 1970. Su guitarra fue incluida en el Salón de la Fama de la Música Country en Nashville el 1 de marzo de 1969. 
El 15 de mayo de 1972, Grammer and the Travel on Boys actuaron en el mitin de Laurel (Maryland), en el que dispararon al Gobernador de Alabama, George Wallace . Grammer y su banda tocaron la marcha "Under the Double Eagle" mientras Wallace subía al escenario para hablar. Después, Wallace se mezcló con la multitud, donde fue disparado, como resultado, sufrió una parálisis que lo dejó en silla de ruedas por el resto de su vida.  "He dicho todo el tiempo que si querían hacer algo como esto, lo harían en estas circunstancias", dijo Grammer, llorando, después del incidente. 
Grammer pronunció la invocación para la inauguración de la Grand Ole Opry House el 16 de marzo de 1974.  En 1990, fue incluido en el Salón de la Fama de la Música Country de Illinois, junto con Tex Williams, Lulu Belle y Scotty, y Patsy Montana .
Grammer padecía la enfermedad ocular degenerativa retinitis pigmentosa  que lo dejó completamente ciego.  El 27 de febrero de 2009, el Grand Ole Opry lo honró por sus 50 años de membresía. 
Grammer murió el 10 de agosto de 2011, a los 85 años, en el Hospital Benton, donde había estado recibiendo tratamiento por una enfermedad de larga duración. Había sufrido un infarto siete meses antes. 

## Sencillos
| Año  | Título                                 | Posicionamiento en lista | Posicionamiento en lista | Posicionamiento en lista | Posicionamiento en lista |
| Año  | Título                                 | Hot Country Songs        | Billboard Hot 100        | Hot R&B/Hip-Hop Songs    | CAN Country              |
| ---- | -------------------------------------- | ------------------------ | ------------------------ | ------------------------ | ------------------------ |
| 1959 | "Gotta Travel On"                      | 5                        | 4                        | 14                       | —                        |
| 1959 | "The Kissing Tree"                     | —                        | 60                       | —                        | —                        |
| 1959 | "Bonaparte's Retreat"                  | —                        | 50                       | —                        | —                        |
| 1963 | "I Wanna Go Home"                      | 18                       | —                        | —                        | —                        |
| 1964 | "I'll Leave the Porch Light A-Burning" | 43                       | —                        | —                        | —                        |
| 1966 | "Bottles"                              | 35                       | —                        | —                        | —                        |
| 1966 | "The Real Thing"                       | 30                       | —                        | —                        | —                        |
| 1967 | "Mabel (You Have Been a Friend to Me)" | 48                       | —                        | —                        | 14                       |
| 1968 | "The Ballad of John Dillinger"         | 70                       | —                        | —                        | —                        |
| 1969 | "Jesus Is a Soul Man"                  | 66                       | —                        | —                        | 5                        |